# Ковалевский, Осип Михайлович
О́сип Миха́йлович Ковале́вский (Юзеф Щепан Ковалевски, пол. Józef Szczepan Kowalewski; 28 декабря 1800 (9 января 1801), село Большая Берестовица, Литовская губерния — 20 октября (7 ноября) 1878, Варшава) — польский и русский востоковед, один из основателей научного монголоведения. Действительный статский советник (1855).
Получил образование в Виленском университете, после его окончания занимался греческой филологией. Из-за участия в тайном обществе филоматов в 1824 году был сослан в Казань, где заинтересовался востоковедением и радикально сменил род научной деятельности. В 1828—1833 годах участвовал в научной экспедиции в Забайкалье и Монголию, в течение 7 месяцев в 1830—1831 годах находился в Пекине. В 1835—1860 годах — профессор Казанского университета, трижды (в 1837—1841, 1845, 1852—1855 годах) избирался деканом историко-филологического факультета, в 1855—1860 годах являлся ректором. В 1862 году был назначен профессором и деканом историко-филологического факультета Варшавской Главной школы, преобразованной в 1869 году в Императорский Варшавский университет, историко-филологический факультет которого возглавлял до октября 1878 года. После переезда в Польшу востоковедением не занимался.
Почётный член Азиатского общества в Париже (1839), действительный член Императорского общества истории и древностей Российских (1840), действительный член Королевского датского общества северных антиквариев (1844) и Виленской археографической комиссии (1868). Член-корреспондент (1837) Петербургской академии наук, в 1847 году был избран ординарным академиком, но не был утверждён императором Николаем I. Лауреат Демидовской премии 1846 года — за издание трёхтомного Dictionnaire mongol-russe-français (монгольско-русско-французского словаря).

## Ранняя биография
Юзеф Щепан Ковалевски родился в семье полонизированного униатского священника Михаила Юзефовича, видимо, белорусского происхождения. Однако, по мнению Е. Тулисова, из этого не следует, что униатского вероисповедания придерживалась вся семья — сам Ковалевский до конца жизни оставался католиком. Вероятно, его мать Агата была польского происхождения. В семье, кроме Юзефа, было ещё три брата — Юлиан, Антоний и Теодозий и четыре дочери — Анеля, Констанция, Текля и Изабелла. Долгое время дискуссионным являлось место рождения будущего востоковеда. В справочниках (включая польские публикации XIX века) обычно указывали село Большая Берестовица Гродненской губернии на территории современной Беларуси. Однако из переписки Ковалевского следует, что его семья жила в 40 км от Берестовиц, в Левково — в польском Подляском воеводстве. К 2018 году были обнаружены архивные документы, свидетельствующие о целой униатской церковной династии Ковалевских, которые по наследству занимали должности священников в Левкове с 1706 года, тогда как в Великоберестовицкой церкви была другая династия (в Речи Посполитой униатское священство составляло замкнутую социальную прослойку, относясь к шляхте). После вхождения западно-белорусских территорий в Российскую империю дядя Ковалевского Леон не сумел подтвердить своё дворянство, и был включён в состав духовного сословия.
Отец Ковалевского не имел большого дохода, но дал сыновьям хорошее домашнее образование. Этому благоприятствовало то, что униатский священник пользовался традиционными хозяйственными привилегиями, имел определённый доход с требоисправления, а также мог держать на своих землях арендаторов или крепостных. По традиции, сан и служение переходили одному из сыновей, прочие делали светскую карьеру, тогда как дочерей выдавали замуж только за священников. Юзефа довольно рано отправили в Свислочскую гимназию, находившуюся под попечением Виленского университета, там уже обучались его братья Юлий и Теодозий. Гимназия быстро получила репутацию одного из лучших польских учебных заведений, её основатель граф В. Тышкевич заботился не только об организации учебного процесса, но и о досуге гимназистов, обучение было бесплатным, но родители учеников вносили деньги на содержание воспитателей-надзирателей, которых набирали из учеников той же гимназии, окончивших полный курс. Существуют определённые расхождения по хронологии пребывания Юзефа Ковалевского в гимназии. Польские и белорусские источники называют начальным годом его обучения 1808 или 1809-й, есть сомнения и в том, что в 1817 году он окончил полный курс. Ковалевский показывал немалые способности в гуманитарных науках и писал буколики, выдержанные в классическом стиле. Во время войны 1812 года Свислочь была занята саксонскими частями Шварценберга, мародёры разграбили гимназию, причём Юзеф Ковалевский лишился сундучка вместе со всем небогатым имуществом. «Потеря» одного или двух лет объясняется, вероятно, тем, что Юзеф служил домашним воспитателем, что широко практиковалось. Местом дальнейшего своего пребывания он избрал университет.

## Виленский период (1817—1824)

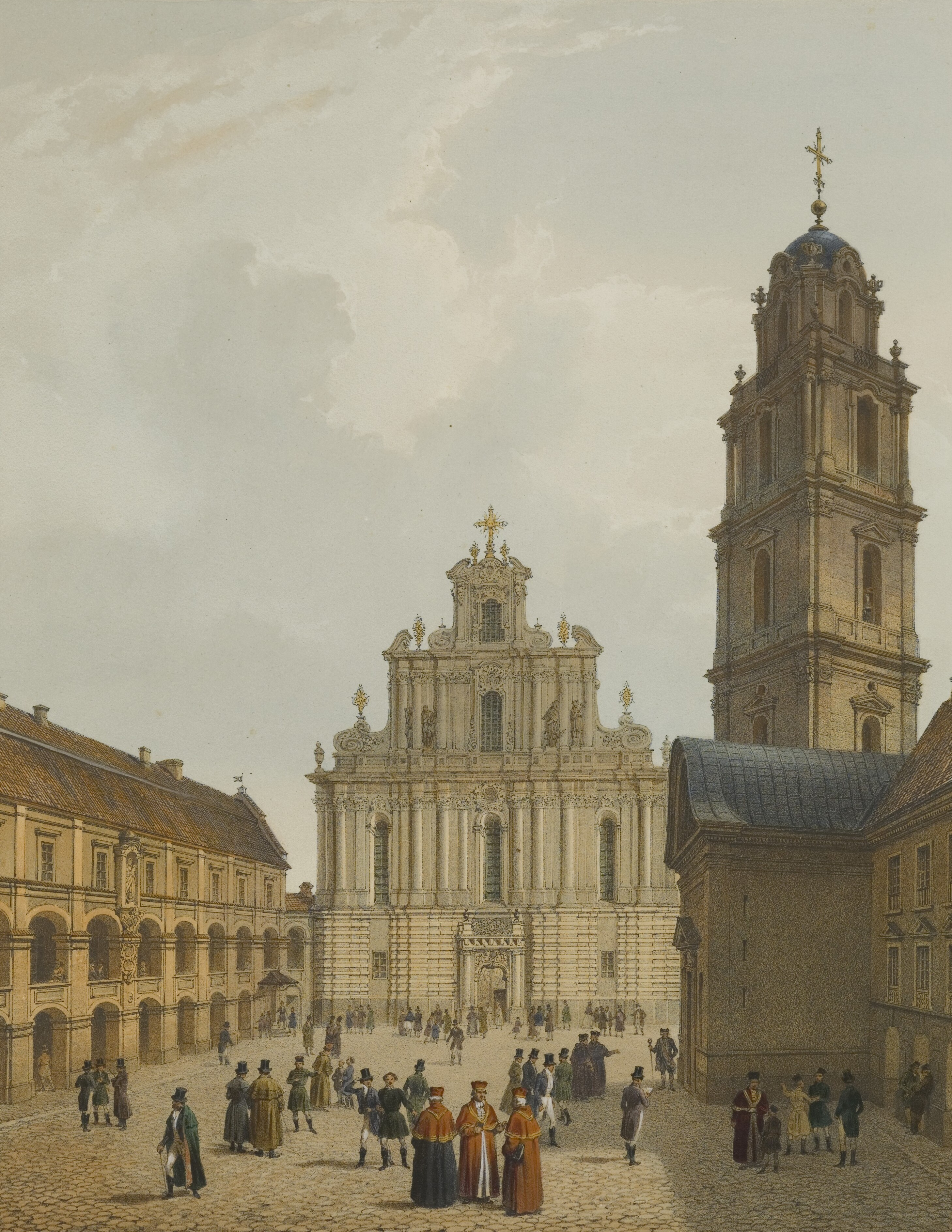
Большой двор Виленского университета в 1850 году. Литография из «Album Wileński» Ю. Вильчинского

В 1817 году Ковалевский поступил на факультет литературы и свободных искусств Виленского университета. Юзеф специализировался на античной греческой и латинской филологии под руководством профессора Готфрида Гроддека. Почти сразу он вступил в тайное общество филоматов, по рекомендации Адама Мицкевича. В тот же период он участвовал и в деятельности дочерних организаций филоматов — Союза друзей и Общества филаретов. Круг интересов Ковалевского был широк, но со временем преобладающей стала греческая филология. Материальные обстоятельства жизни Юзефа были довольно тяжёлыми, он зарабатывал на жизнь, давая уроки. В 1819 году научный руководитель Гроддек рекомендовал Ковалевского ректору Малевскому, в результате Юзеф поступил в штат Виленского педагогического института (при университете), что давало ему казённую стипендию и служебную квартиру и избавляло от необходимости давать уроки. В том же году Ковалевский вошёл в семинар Гроддека — членства в нём удостаивались только отличившиеся молодые учёные. В 1820—1821 годах Ковалевский одновременно являлся секретарём I отделения общества филоматов, причём в марте — ноябре 1821 года он являлся председателем отделения, но из-за поглощённости научной работой не проявлял большой активности. Друзья в тот период дали прозвище Юзефу — моль (пол. mól): по-польски это слово мужского рода и соответствует русскому «книжный червь».
В 1821 году Ю. Ковалевский получил степень кандидата и опубликовал свою первую научную работу — «Сообщение о жизни и письмах Лонгина». Гроддек прочил его в свои преемники на кафедре, сам Ковалевский в тот период преподавал польскую и латинскую литературу в Виленской гимназии и готовил перевод Геродота на литературный польский язык.
В 1822—1823 годах Ковалевский усиленно занимался наукой и снизил активность в тайных обществах. В 1823 году он опубликовал перевод трактата Лонгина «О возвышенном» (с посвящением Гроддеку), а также выпустил критическое издание первых шести книг «Метаморфоз» Овидия, предназначенное для античных штудий гимназистов. За это издание он удостоился премии в 250 рублей.

### Судебный процесс и ссылка
В мае 1823 года в Виленском учебном округе сменился попечитель — им стал граф Н. Н. Новосильцев, немедленно начавший политику репрессий. Непосредственным поводом для них стала бравада одного из гимназистов, который написал на школьной доске призыв к возврату конституции. Аресты среди филаретов прошли 23 октября, Ковалевского взяли под стражу 16 ноября по обвинению в принадлежности к подпольной организации, а также в том, что на его квартире «переписывались поносительные против правительства стихи». Ковалевский вместе с А. Мицкевичем был заключён в базилианский монастырь, где они встретили Рождество. В третьей части поэмы «Дзяды» Мицкевич описывал переживания молодых узников, среди лирических героев был выведен и Ковалевский под собственным именем — Юзеф. 9 января 1824 года, в день своего рождения, Ковалевский был допрошен, но следствие к тому времени сняло обвинение в распространении подрывной литературы, что значительно облегчило его положение. В апреле по ходатайству нового ректора В. Пеликана 28 преподавателей — в их числе Ковалевского — выпустили из-под стражи под поручительство своих коллег. Летом он отправился к родственникам в Левково.
14 августа 1824 года император Александр I подписал приговор изобличённым филаретам и филоматам. Шестерым из них предстояло отправиться в ссылку в Казань, однако троих — Ковалевского, Кулаковского и Верниковского — приписали к штату Казанского университета для обучения восточным языкам. Новосильцев в своём рапорте писал, что Ковалевский сам изъявил желание отправиться в Казань, с тем чтобы потом служить в Азиатском департаменте. Польский биограф В. Котвич очень осторожно писал, что Ковалевский действительно мог заявить о готовности поехать на Восток, тем более что его учитель Гроддек владел арабским и древнееврейским языками. Впрочем, скорее всего, он хотел побыстрее вырваться на волю, а вариант с Казанским университетом предложил судья. Г. Ф. Шамов высказал следующую версию, почему польских антиковедов ссылали в отдалённую провинцию: Новосильцев, напуганный восстаниями в Испании и Италии, смотрел на молодёжь, занимавшуюся античностью, как на потенциальных повстанцев. Ссыльных отправляли поочерёдно, группами, Ковалевскому предстояло покинуть Вильно 24 октября.

## Казанский период (1824—1862)

### Ссыльный
Группа ссыльных поляков прибыла в Казань 25 декабря 1824 года. Попечитель учебного округа М. Магницкий потребовал установления над политическими преступниками строгого надзора, контроля над перепиской и еженедельного доноса о поведении. Несмотря на полицейский режим, Ковалевский поступил в университет и с осени 1825 года стал исполнять обязанности комнатного надзирателя, а с января 1827 года — помощника инспектора. Одновременно он до 1828 года изучал татарский, арабский и персидский языки под руководством И. Хальфина, Ф. Эрдмана и А. Казем-Бека. Не оставлял он и занятий античностью — прокомментировал свой перевод «Истории» Геродота на польский язык и занимался переводом «Сравнительных жизнеописаний» Плутарха. Также он занялся составлением татарского словаря, собирал материалы по истории Казанского ханства. Поскольку новым попечителем — М. Мусиным-Пушкиным — было принято решение открыть в Казанском университете кафедру монгольской словесности, Совет университета постановил направить Ковалевского и действительного студента А. Попова в научную командировку на 4 года с базированием в Иркутске. 26 мая 1828 года Ковалевский отправился в Сибирь. Своему другу и соратнику по ссылке Ф. Кулаковскому он писал:

Я жил в Казани почти как на родине. Почему и мысль о расставании наводила горесть и какую-то пустоту сердца. Но в то же время, вспомня цель и пользу моего отправления в дальние страны, с радостью оставил я место своего пребывания.

### Путешествие в Забайкалье, Монголию и Китай

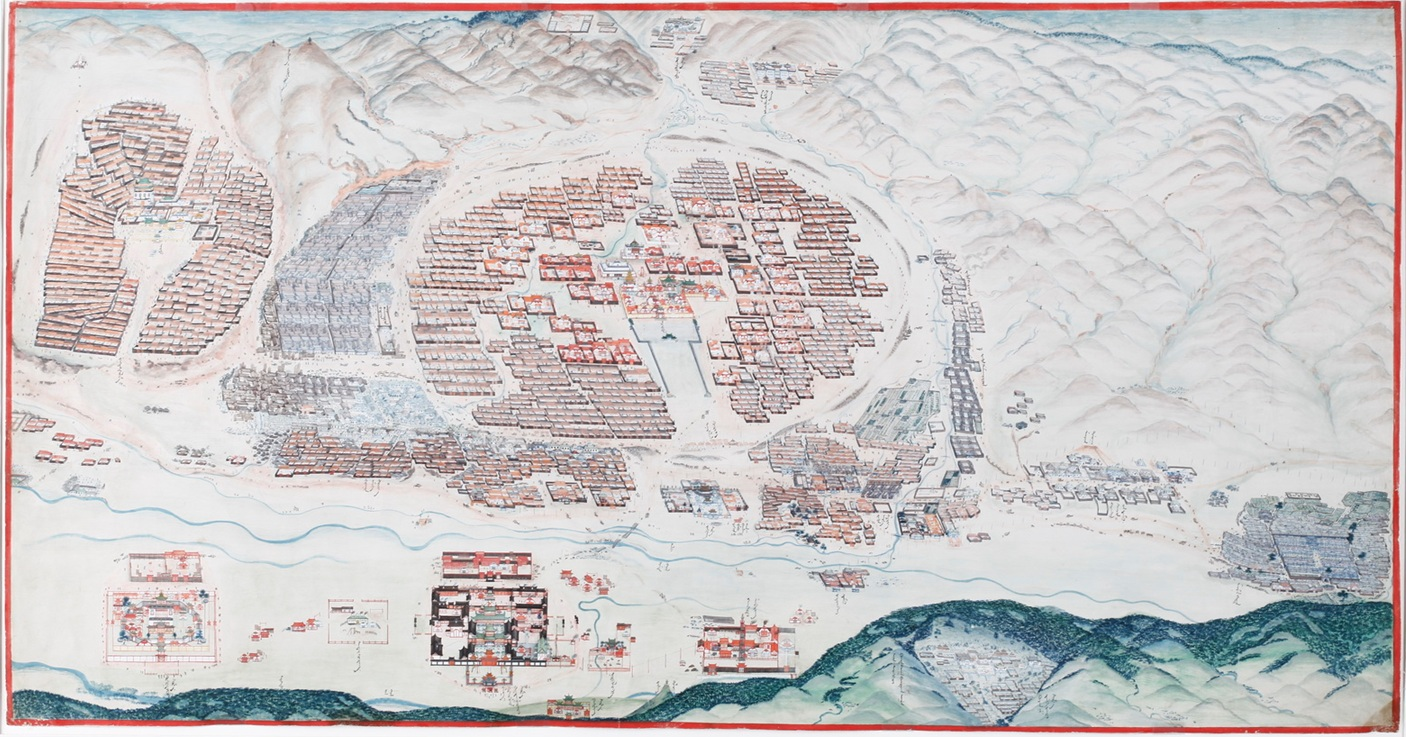
Панорама Урги, выполненная в традиционном стиле. Монах-живописец Жугдэр, 1913 год

В Иркутск посланцы университета добрались только 15 июля, причём оказалось, что для размещения учёных ничего не было сделано, а губернатор И. Цейдлер встретил их настороженно. Радушным был лишь учитель монгольского языка А. Игумнов, занятия с которым начались в конце июля; они проходили три раза в неделю по три часа каждое. Ковалевский быстро осваивал язык и письменность, а также заинтересовался эпической поэмой о Гэсэр-хане. Между тем планируемая поездка в бурятские степи грозила сорваться, ибо из Казани не приходило ни денег, ни распоряжений. Осип Михайлович обратился к попечителю Казанского учебного округа с просьбой содействовать в выправлении «открытого листа», который позволял получать необходимое от местных властей, а также обеспечить доступ к библиотекам забайкальских дацанов.
Вскоре представилась возможность посетить Монголию: приближался срок возвращения Х Духовной миссии из Пекина, для её встречи следовало направить в Ургу чиновника для пересылки необходимых документов в Лифаньюань. Несмотря на плохое знание языка и сложность зимнего передвижения, Ковалевский добился своей отправки в Монголию и выехал из Иркутска 18 января 1829 года. Уже 21 января он был в Троицкосавске на китайской границе. О результатах январской поездки он писал:

…Кратковременное сие путешествие принесло мне истинную пользу. Я изучил много слов монгольских и их настоящее произношение, узнал некоторые обыкновения, свойственные кочевому народу, был свидетелем буддийского богослужения в столице Богдо-гэгэна, приобрёл в Урге одну древнюю богословскую книгу, весьма хорошего издания…
Вернувшись в Иркутск, Осип Михайлович написал на русском языке отчёт о поездке, первая часть которого немедленно была опубликована в «Казанском вестнике». За время его отсутствия ректор Н. И. Лобачевский прислал новую инструкцию, в которой от Ковалевского и Попова требовалось основное внимание уделить изучению истории и происхождения племён Сибири и Монголии, тщательно изучать первоисточники и т. д. Уже 20 марта 1829 года Ковалевский, Попов и Игумнов по льду Ангары и Байкала отправились к бурятам и 23 числа прибыли в Верхнеудинск. 27 марта исследовали приехали в Гусиноозерский дацан, пробыв в нём около месяца. Далее Ковалевский собрался в Селенгинск, рассчитывая на встречу с миссионерами Лондонского библейского общества, жившими там с 1819 года. Встреча состоялась, с ними Ковалевский путешествовал по Забайкалью до глубокой осени. В отчёте о результатах поездок 1829 года Осип Михайлович писал, что за 4½ месяца путешественники преодолели 3201 версту, а сам он переписал 15 монгольских рукописей, в которых содержались и светские сочинения, «из коих некоторые не уступают и арабским в силе вымысла и слога». Глава 18 селенгинских племён Ломбоцэрэн подарил Ковалевскому рукопись «Чихула хэрэглэхчи», в 1835 году он перевёл её на русский язык и положил в основу своего труда «Буддийская космология».
Вернувшись в Иркутск, зимой 1829—1830 годов Ковалевский обрабатывал материалы летних экскурсий и готовился к поездке в Пекин, одобренной министром народного просвещения. Его прикрепили к конвою XI духовной миссии в должности письмоводителя караванного пристава «для усовершенствования в монгольском языке» (то есть он был запасным переводчиком). В Иркутске в начале 1830 года Ковалевский познакомился с самым известным русским китаеведом о. Иакинфом, находившимся в Забайкалье в научной экспедиции, с этого времени начались их дружба и научное сотрудничество.

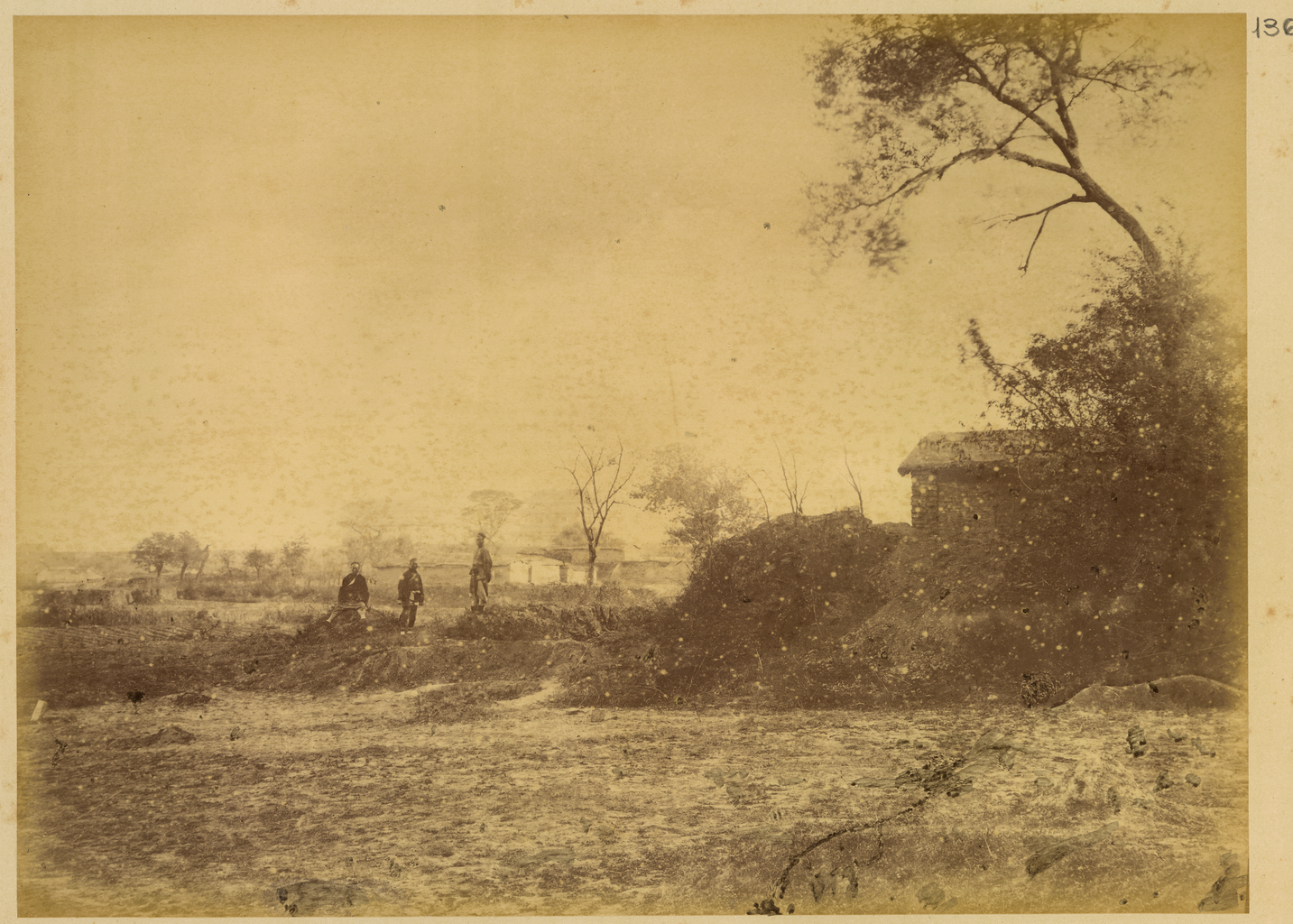
Вид на стены и ворота Пекина из его дальних предместий. Фото А. Боярского, 1874

8 июля 1830 года миссия выехала из Кяхты и 14 сентября прибыла в Ургу, в которой Ковалевский оказался во второй раз. Осень считалась самым благоприятным сезоном для пересечения Монголии и пустыни Гоби, поэтому уже 5 ноября экспедиция вступила на территорию Китая. В Пекине Ковалевский провёл семь месяцев, ему активно помогали учёные Х миссии — О. П. Войцеховский, Даниил (Сивиллов) и её глава — архимандрит Пётр. Войцеховский и Сивиллов сами стали профессорами Казанского университета, основателями кафедры китайской и маньчжурской словесности. 6 июня 1831 года Ковалевский с миссионерами покинул Пекин и 3 сентября благополучно вернулся в Кяхту. Письма и отчёты Ковалевского из Пекина регулярно доставлялись в Казань и Петербург, часть материалов была напечатана М. Н. Мусиным-Пушкиным в «Российских академических ведомостях». Критика цинского правительства, наблюдения за коррупцией, ксенофобией и отношением китайцев и маньчжуров к монголам вызывали нежелательные ассоциации с российской действительностью. Кроме того, в некоторых статьях Ковалевского содержались сведения, которые могли скомпрометировать Х миссию, — например, известия о топографической съёмке и о включении в состав миссии учёных под видом вспомогательного персонала. Это могло рассматриваться китайскими властями как шпионаж; после появления очередной статьи директор Азиатского департамента К. Родофиникин обратился к министру народного просвещения К. Ливену и почт-директору Восточной Сибири с просьбой принять меры, чтобы данный номер «Ведомостей» не достиг Кяхты и не был доступен китайцам.
Предстояло решать, каким образом распорядиться оставшимся временем: срок командировки Ковалевского и Попова истекал в мае 1832 года, когда им предстояло прибыть в Петербург для экзамена у академика Я. И. Шмидта. Ковалевский принял решение ходатайствовать у Лобачевского и Мусина-Пушкина о продлении командировки. В результате 4 апреля 1832 года учёный отправился в Селенгинск для углублённого изучения грамматики литературного монгольского языка и тибетского языка, совершенно необходимого для чтения богословских буддийских сочинений. 1 октября Ковалевский переехал в Троицкосавск для открытия войсковой школы для детей бурятских старшин. Четверо её лучших выпускников в 1835 году были направлены для продолжения образования в Казанскую гимназию.
28 января 1833 года Ковалевский прибыл в Иркутск и, не задерживаясь, отправился в Казань, прибыв туда 14 марта. В отчёте были указаны результаты поездки: подготовлены «Монгольская грамматика», большой монгольско-русский словарь (40 000 лексических единиц), привезены 189 монгольских и тибетских трактатов в 2433 книгах, 48 из которых — рукописи. Из этого числа 870 книжек было подарено бурятами, перепечатано 116 экз., переписано 374 экз. Предстояла поездка в Петербург для экзамена в Академии наук, однако Ковалевский как политический преступник, не мог посетить столицу иначе, как по личному распоряжению императора. Николай I разрешение дал, но надзор над ссыльным поляком сохранил. Академик Шмидт экзамена монголоведам устраивать не стал, ознакомившись с рукописями трудов, дал им высокую оценку и рекомендовал Ковалевского и Попова для открывающейся кафедры монгольского языка. Решение об учреждении кафедры было принято 25 июля 1833 года, а Ковалевский был признан достойным её возглавить.

### Профессор Казанского университета

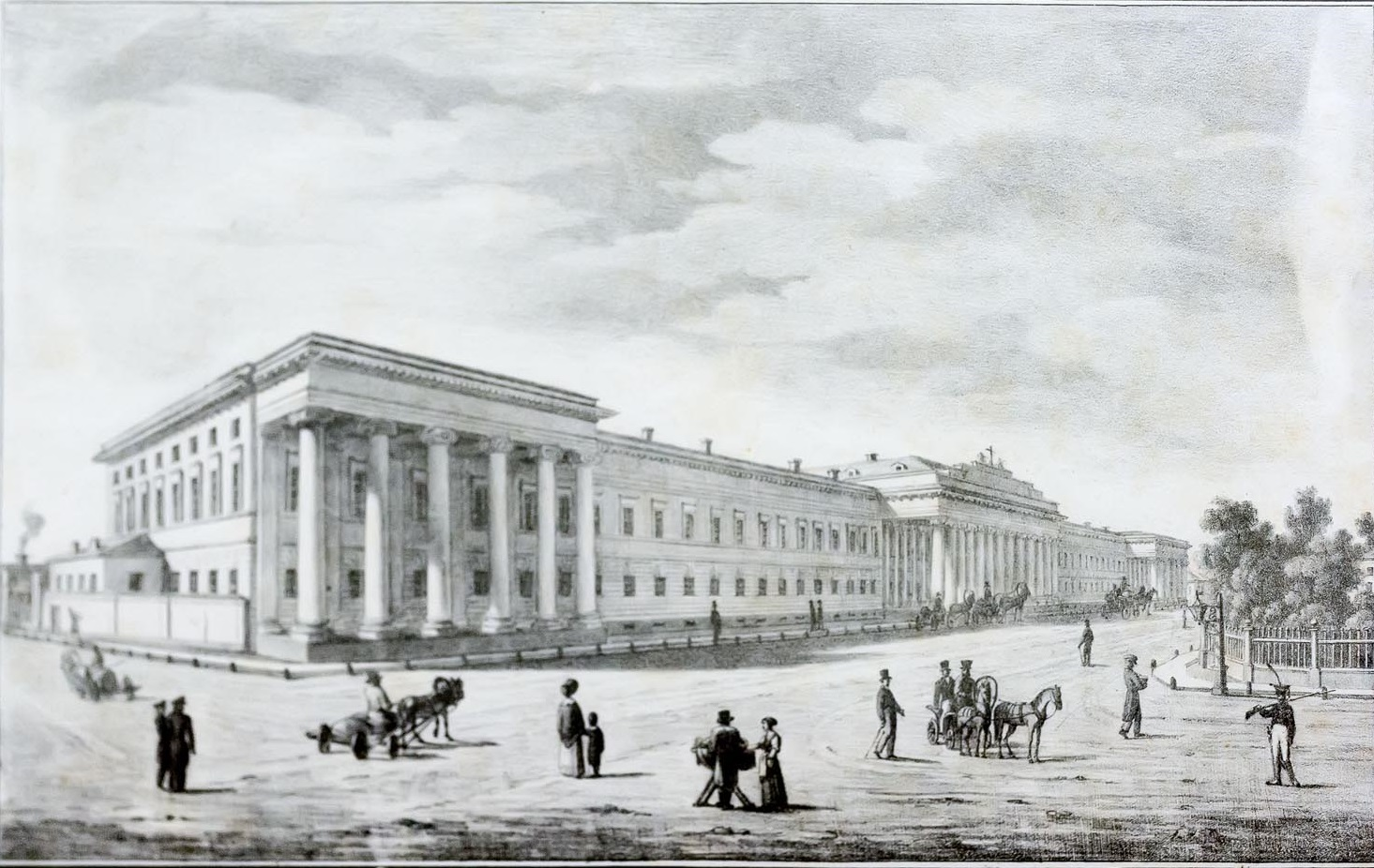
Здание Казанского университета. Литография В. С. Турина, 1832 год

В июне 1833 года Ковалевский и Попов были назначены адъюнктами Казанского университета, занятия со студентами монгольским языком начались с 11 сентября. А. В. Попов, сверх того, преподавал язык в гимназии. Академическая карьера О. М. Ковалевского развивалась быстро — 7 августа 1835 года он был назначен экстраординарным профессором; ординарным профессором его утвердили с 1 августа 1837 года. Кроме востоковедных дисциплин, с 1835 года Ковалевский преподавал латинский язык, а в 1838/39 учебном году ещё и всеобщую историю. Среди известных учеников Ковалевского — А. Бобровников (впоследствии автор грамматики монгольского языка, удостоенной Демидовской премии), Д. Банзаров, Г. Гомбоев, Н. И. Зоммер, будущий академик В. П. Васильев и другие.
29 декабря 1837 года Ковалевский был избран членом-корреспондентом Петербургской академии наук. В 1847 году его избрали и действительным членом Академии, но это назначение не было утверждено императором. О международной известности Ковалевского свидетельствует его членство в парижском Азиатском обществе и датском Обществе северных антиквариев (Копенгаген).
В 1835 году Казанский университет приобрёл коллекцию Ковалевского, в списке о передаче учтены 1272 единицы хранения. Помимо китайских, маньчжурских и монгольских книг и рукописей, здесь были представлены этнографические предметы, а также картины и монеты. Первой казанской публикацией Ковалевского после возвращения стал «Каталог санскритским, монгольским, тибетским, маньчжурским и китайским книгам и рукописям в библиотеке Императорского Казанского университета». Привезённые из Монголии и Китая материалы позволили уже в 1835 году опубликовать «Краткую грамматику монгольского книжного языка», в том же году вышел первый том «Монгольской хрестоматии». Второй том был напечатан в 1837 году, одновременно с «Буддийской космологией». Главным трудом Ковалевского, не утратившим значения и поныне, является трёхъязычный «Монгольско-русско-французский словарь» (т. 1. — 1844, т. 2. — 1846, т. 3 — 1849). Ещё в 1841 году рукопись первого тома словаря была отправлена на рассмотрение конференции Академии наук. На заседании академик Я. И. Шмидт сказал следующее:

Господин Ковалевский изданием своего словаря приобретает себе прочную заслугу по части дальнейшего распространения познания монгольской письменности учёным путём и вместе с тем благодарность не только любителей этого направления восточного языкоучения, но и Отечества, которому такое учение приносит славу и постоянную пользу.

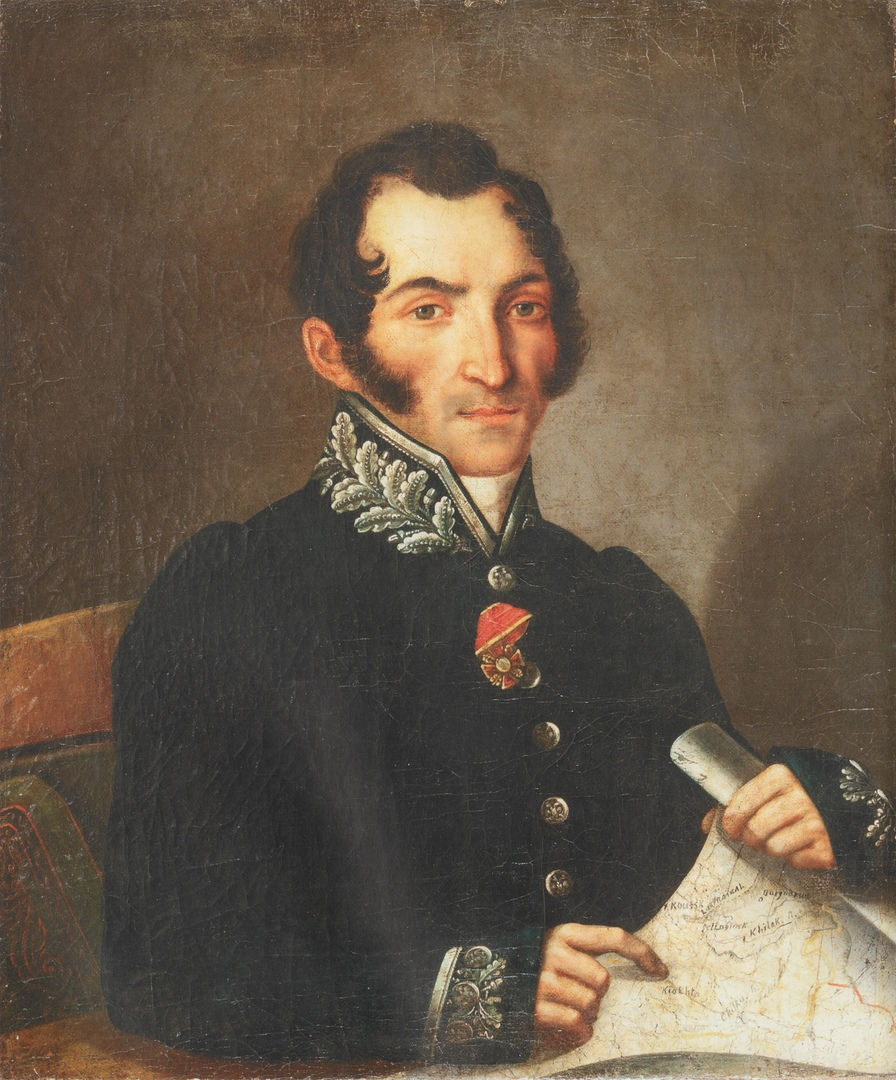
Портрет профессора Ковалевского работы неизвестного художника, 1839—1842. Холст, масло. 36 × 30,5 см, Государственный Русский музей

С 28 июня 1837 года Ковалевский был избран деканом первого отделения философского факультета (собственно, Восточного разряда), оставаясь на этом посту до 1841 года. Временно он замещал ту же должность в связи с отставкой Ф. Эрдмана в 1845 году. С 3 декабря 1852 года он стал исправляющим обязанности декана историко-филологического факультета в связи с назначением К. К. Фойгта ректором Харьковского университета, занимая эту должность вплоть до перевода Восточного разряда в Петербург. Кроме того, Ковалевский с 1844 года стал директором Второй казанской гимназии, с того же года он входил в строительный комитет. В 1834—1854 годах Ковалевский был постоянным председателем комитета для испытания кандидатов университета (аналог нынешней государственной аттестационной комиссии), в те же годы он был секретарём и членом редколлегии (издательского комитета) «Учёных записок Казанского университета» и заведующим кабинетом редкостей.
В связи с болезнью ректора И. М. Симонова, Ковалевский с мая по ноябрь 1854 года исполнял его обязанности, а с 3 января 1855 года сам был назначен ректором и утверждён в этой должности 3 мая в чине действительного статского советника. В 1857 году Министерство народного просвещения продлило его полномочия ещё на пять лет.
Годы ректорства О. Ковалевского отмечены следующими событиями и тенденциями — в 1855 году был закрыт Разряд восточной словесности, ряд крупных учёных университета переехали в Санкт-Петербург и Харьков. Поскольку в тот период большинство студентов составляли разночинцы (до 70 % всего состава), они начали активно участвовать в жизни университета и города, по требованию студентов были отправлены в отставку некоторые «реакционные» профессора (В. Ф. Берви, В. М. Ведров, Р. А. Шарбе, Ф. А. Струве). 9 февраля 1860 года по личному указанию императора Александра II Осип Михайлович был снят с должности в связи со студенческими волнениями.

## Варшавский период (1862—1878)

### Варшавская главная школа

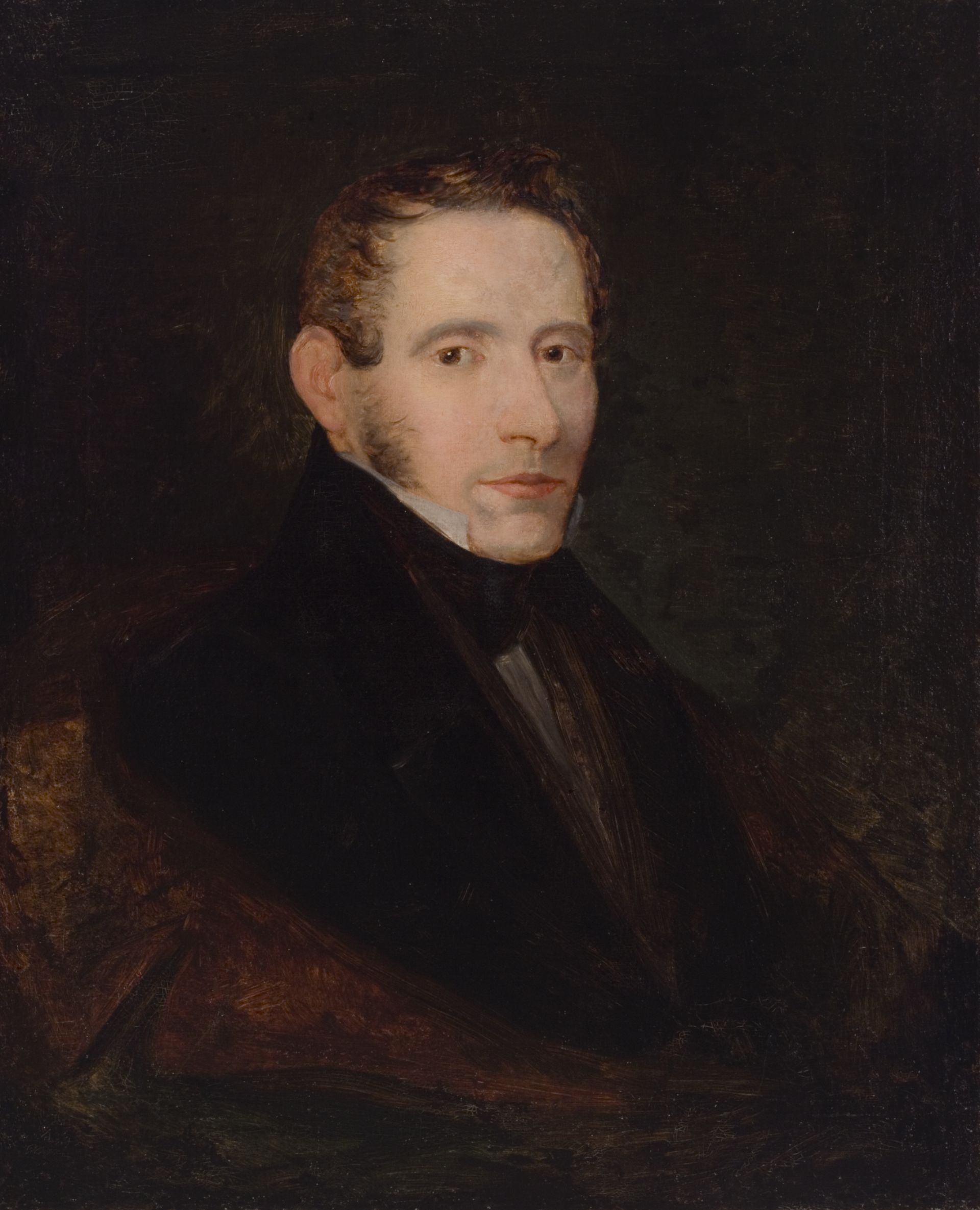
Портрет О. Ковалевского, выполненный после его возвращения в Польшу. Художник Поликарп Ютейка, хранится в Литовском художественном музее

Решение о возвращении на родину Ковалевский принял сразу после увольнения с поста ректора. Он собирался вернуться в Вильно, где оставались родственники и знакомые, с которыми он постоянно поддерживал связь. В Вильно проживал и владелец типографии Кароль Ковалевский, в заведении которого печатались учёные труды вновь открываемой Варшавской главной школы (заменившей упразднённый в 1831 году университет). Однако в 1862 году Ковалевский переехал в Варшаву, охваченную революционным подъёмом, приняв предложение властей Царства Польского занять местом декана историко-филологического факультета. По мнению Е. Тулисова, кандидатура Ковалевского как варшавского профессора удовлетворяла, прежде всего, требованиям властей: «как ректор Казанского университета он проявил оценённую по достоинству лояльность к властям, пользовался мировой славой как учёный, а в Польше к тому же был в чести как бывший филарет и друг А. Мицкевича». Подробности переезда неизвестны, Е. Тулисов предполагал, что учёного сопровождали жена и младшие дети, старшие сыновья остались в Казани. С собой Ковалевский взял всю свою библиотеку и архив, намереваясь заняться изданием материалов по Китаю и Монголии. В Варшаве он поселился на улице Новы Свят близ Главной школы.
31 сентября 1862 года Комиссия вероисповедания и народного просвещения назначила О. Ковалевского профессором Главной школы и одновременно деканом историко-филологического факультета. 1 ноября он присягал перед комиссией и с того же месяца был допущен к преподаванию истории Древнего Востока и Греции. Вероятно, вокруг имени Ковалевского и его лекций возник ажиотаж, он сам писал одному из друзей:

Мне надо и сюжет обдумать, и изложить на бумаге так, чтобы не обмануть слушателей, а своей репутации, слишком уж преувеличенной, не повредить. Газеты ведь трубили, трубили…
В целом Ковалевскому не удалось вписаться в польскую общественную и научную среду 1860-х годов. Критики обвиняли его в поверхностности и неспособности к оригинальному научному творчеству, а свои лекции и доклады он перегружал маловажными подробностями и анекдотами. По мнению В. Котвича, причиной стала дистанция между взглядами Осипа Михайловича и молодого поколения польских студентов. Бывший филомат исповедовал эклектическую идеологию, в основе которой был либерализм, подчинённый религиозно-философским идеям XVIII в., преимущественно христианским. Вообще для взглядов Ковалевского был характерен космополитизм, в котором радикально настроенные молодые люди «вряд ли нуждались».

### Польское восстание 1863 года

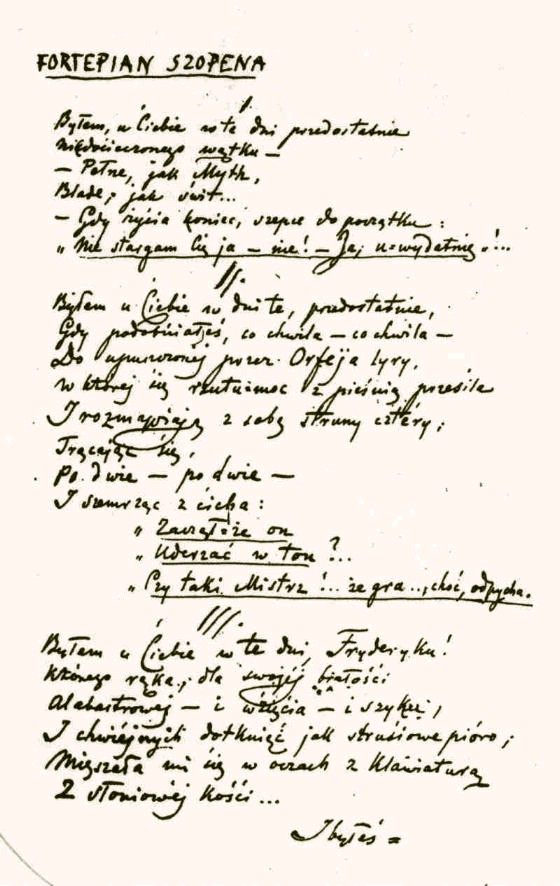
Рукопись стихотворения «Фортепиано Шопена». Автограф Ц. Норвида, 1865 год

В 1863 году вспыхнуло Январское восстание, которое очагами продолжалось до 1865 года. В него оказался вовлечён и Ковалевский: 19 сентября 1864 года на наместника Ф. Ф. Берга было совершено покушение — из дома, где жил Ковалевский, в него произвели несколько выстрелов и бросили бомбу. Лица, скрывавшиеся в здании, были арестованы, причём профессор избежал такой участи, находясь в тот день вне дома. Этот эпизод освещала вся иностранная пресса, особенно привлекал публику эпизод, когда обыскивавшие дом солдаты выбросили на мостовую фортепиано, принадлежавшее когда-то Шопену. Эта история стала основой поэмы Ц. Норвида. Ковалевский в итоге пострадал больше всех — значительная часть его вещей была выброшена карателями на улицу и сожжена, особенно пострадал архив. В настоящее время сложно оценить масштаб потерь, но точно известно, что погибли 11 из 14 томов экспедиционного дневника 1829—1833 годов, пропали материалы по истории католических миссий в Китае, значительная часть личной переписки, лекции по истории Древнего Востока, а также переводы с монгольского книг по истории буддизма и Чингисхана. Ковалевский больше всего страдал от утраты дневников, которые предполагал напечатать в виленском издательстве Завадского. По мнению Е. Тулисова, именно эти обстоятельства стали причиной полного отказа учёного от востоковедческих штудий.
Во время восстания декан Ковалевский демонстративно сохранил верность русским властям, за что был награждён медалью «За усмирение польского мятежа» и Орденом св. Станислава I степени. Тогда же он был официально реабилитирован, и его филоматское прошлое было вычеркнуто из служебного формуляра. Это привело к хорошим отношениям с властями, но и неприязненному отношению со стороны части польской интеллигенции.
В 1864/65 учебном году Ковалевский читал лекции по истории Китая, Индии и Персии, что весьма нелегко ему далось из-за гибели всех подготовительных материалов и конспектов. Это вызывало критические замечания не только коллег, но и студентов. В начале 1865/66 учебного года Ковалевский переехал в дом на Королевской улице, где располагалась типография К. Ковалевского; в Главной школе он читал четыре лекции в неделю, причём на I и II курсах преподавал историю Древнего Востока и Греции, а на старших курсах — историю Нового времени. Материалы по греческим штудиям сохранились, они свидетельствуют, что Ковалевский считал Элладу звеном, соединяющим цивилизации Востока и Запада. Он внимательно следил за новейшими открытиями в области эллинистики и постоянно обновлял свой курс, включая результаты новейших открытий, в том числе лингвистических. Однако, по мнению Е. Тулисова, вся его методика была вынесена ещё из первых десятилетий XIX века (анекдоты были следствием юношеского увлечения Плутархом и Геродотом), и, вероятно, его лекции должны были казаться слушателям архаичными. Однако вольнолюбие времён филоматов не оставляло профессора: из его дневников следует, что он был читателем герценовского «Колокола», переписал он себе и письмо Белинского Гоголю и другие запрещённые тексты.

### Варшавский университет. Поздние годы
Ещё в 1864 году Ковалевский был приглашён работать в Комитет по преобразованию Школы в университет. Этот процесс растянулся более чем на пять лет, в феврале 1869 года Осип Михайлович на юбилее Санкт-Петербургского университета представлял Варшавскую Главную школу. В июне того же года Школа императорским указом была ликвидирована, а взамен создавался Императорский Варшавский университет. В штат нового университета брали не всех преподавателей Школы, особенно это касалось не имевших докторской степени; власти обязывали преподавателей получить её к определённому сроку. Оказалось, что всемирно известный учёный, член-корреспондент Академии наук имеет всего лишь степень кандидата университета, и было ясно, что 69-летний Ковалевский не станет защищать докторской диссертации. Попечитель учебного округа Ф. Витте добился для Ковалевского присуждения звания профессора в обход общепринятых правил. Это было сделано именным царским указом от 4 октября 1869 года.

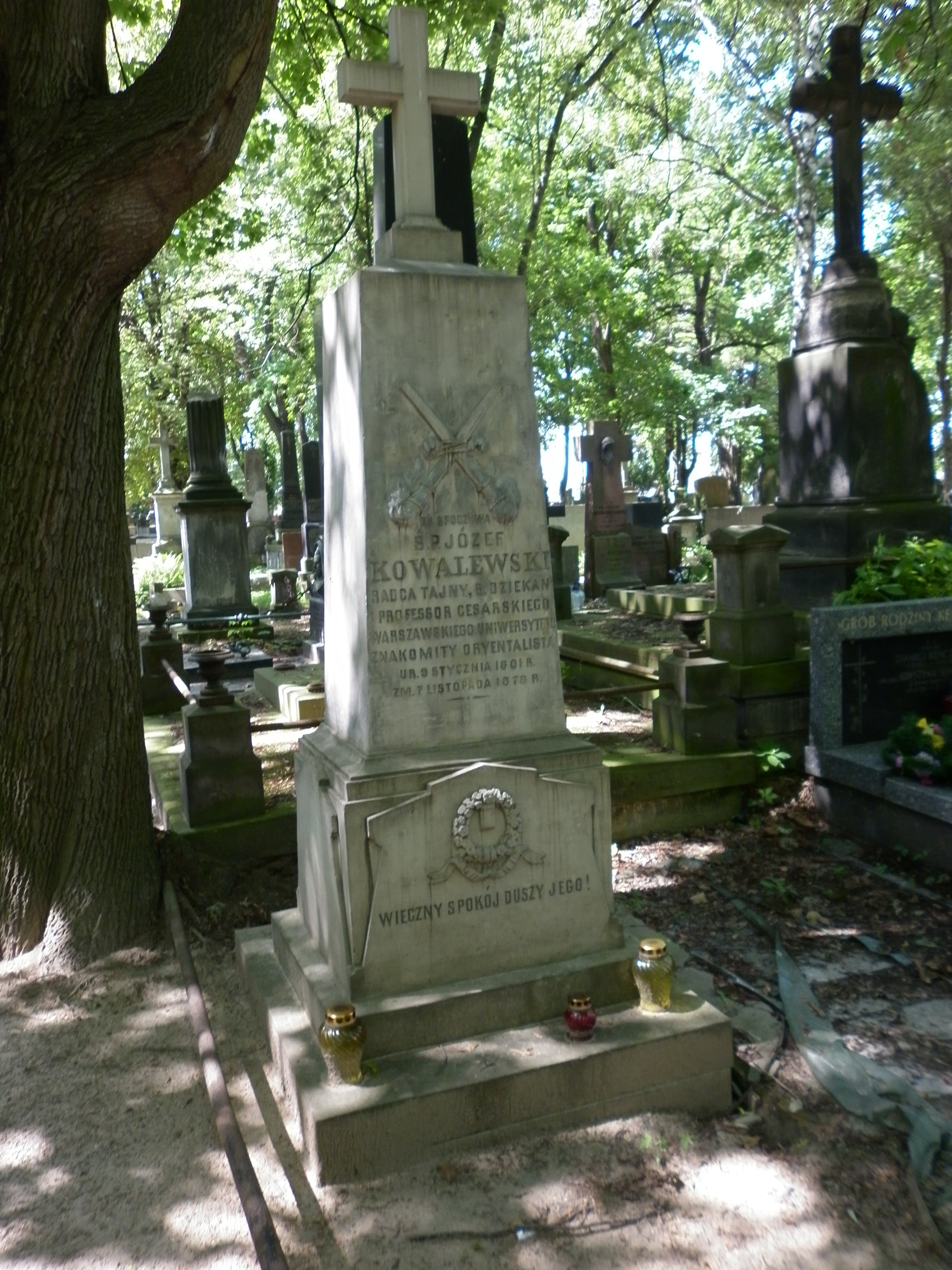
Надгробие Ковалевского в Варшаве. Надпись гласит: «Здесь покоится светлой памяти Юзеф Ковалевский, тайный советник и бывший декан и профессор Императорского Варшавского университета, знаменитый востоковед»

Последние девять лет жизни Ковалевского прошли в спокойной и размеренной обстановке. Преимущественно он преподавал курс всеобщей истории, однако иногда читал спецкурсы, как в 1870/71 учебном году (история Греции). Он регулярно переизбирался деканом историко-филологического факультета, а также избирался университетским судьёй, был постоянным помощником ректора и членом совета попечителя Варшавского учебного округа. Востоковедением он более не занимался и, хотя в 1876 году получил приглашение на III Международный конгресс востоковедов в Петербурге, не принял в нём участия.
Власти постоянно выказывали Ковалевскому знаки внимания и уважения. К открытию университета он был награждён орденом св. Анны I степени, в 1872 году получил очередной чин тайного советника. В 1877 году он был удостоен ордена св. Владимира II степени. Кроме того, в 1878 году Варшавский университет торжественно отпраздновал 50-летие научной деятельности О. М. Ковалевского, считая её начало от поездки в Монголию и Китай. Торжества увенчались вручением юбиляру диплома о почётном членстве в Казанском университете. Польское общество на этот юбилей, в общем, не отреагировало, однако в журнале «Kłosy» вышла обстоятельная статья за подписью «F. H. L.», в которой категорически заявлялось, что «юбиляру давно полагались лавры Нестора польской литературы», поскольку первая его работа вышла ещё в 1822 году.
До самых преклонных лет Ковалевский обладал отличным здоровьем. Однако после того, как на выборах 3 октября 1878 года его впервые не переизбрали деканом, он начал быстро сдавать. Тем не менее он продолжал ходить на работу, 23 октября даже председательствовал на совете факультета (новый декан ещё не вступил в должность). 7 ноября Ковалевский, как обычно, зашёл перед занятиями в библиотеку, где имел обыкновение знакомиться со свежей прессой. За несколько минут до начала лекции он скончался прямо на рабочем месте, за чтением газеты «Русский мир». Похороны состоялись 12 ноября на кладбище Повонзки в Варшаве и не сопровождались никакой особой церемонией; не присутствовали на них и старшие сыновья. Только через год сын Павел побывал на могиле отца и поставил ныне существующий памятник.

## Семья
Семейное положение Ковалевского слабо освещено в источниках, а значительная часть личной переписки и дневников была утрачена во время Январского восстания 1863 года. Женился Осип Михайлович в Казани около 1839 года, жена его была русской, православного вероисповедания. Известно только её имя — Анна Соколова. Их дети считали себя русскими и православными; всего детей было четверо — трое сыновей (из которых Михаил скончался во младенчестве) и дочь. Известность получили двое старших сыновей: Николай (1840—1891) — профессор-физиолог, ставший в 1880 году ректором Казанского университета, и Павел (1843—1903) — художник-баталист, академик живописи. Кроме сыновей, в источниках упоминается дочь Мария, с которой встречался В. Григорьев в Риге в 1869 году, когда она вместе с матерью находилась на курорте, о чём сообщал в письме Ковалевскому. В 1883 году вдова передала оставшиеся от Ковалевского бумаги в библиотеку Виленского университета.

## Научное наследие. Оценки
Согласно подсчётам Н. П. Загоскина, научное наследие Ковалевского включает 17 больших работ и ряд статей для «Энциклопедического лексикона» и периодических изданий. Крупнейшей по объёму его публикацией был трёхъязычный монголо-русско-французский словарь в трёх томах, суммарным объёмом в 48 000 лексических единиц (фраз и слов). На его составление ушло в общей сложности 12 лет, и он был отпечатан в типографии Казанского университета тиражом 450 экз. Уже в начале XX века был поставлен вопрос о его переиздании, поскольку в Казани к 1911 году сохранилось 16 экз. первого тома, 13 экз. второго тома и только 7 экз. — третьего. По мнению И. В. Кульганек, монгольско-русско-французский словарь Ковалевского и в XXI веке остаётся «наиболее полным и совершенным сводом монгольских слов и выражений, он используется современными специалистами при чтении средневековой монгольской литературы, изучении монгольского языка, истории, культуры, философии монгольских народов». Переиздания так и не последовало.
Неопубликованное рукописное наследие О. М. Ковалевского в основном сосредоточено в трёх центрах — библиотеке Вильнюсского университета, архиве Российской Академии наук и архиве Института восточных рукописей (Санкт-Петербург) и Государственном архиве Республики Татарстан (Казань). Документы, хранящиеся в Санкт-Петербурге, в основном относятся к периоду 1827—1847 годов, то есть самого плодотворного для Ковалевского как востоковеда. Крупнейшим неизданным трудом, сохранившимся в рукописи, является «История монголов». Она состоит из двух частей, первая — в восьми тетрадях (186 листов) включает очерк историографии истории Монголии, а также разбор армянских, арабских и монгольских источников. Вторая часть, рассматривающая события 1206—1368 годов, состоит из семи тетрадей (263 листа). «Дневник, ведённый во время путешествия с XI Миссией в Китай 9 октября — 11 декабря 1830 г.», был опубликован в 2005 году. В Казани сохранилось не менее двухсот архивных дел, связанных с научными и административными занятиями О. М. Ковалевского. Одним из наиболее примечательных документов из казанского архива является объёмный «Dziennik zatrudnien» — «Дневник занятий» Ковалевского за 1830—1831 годы, который вёлся попеременно на польском, русском, французском, английском, немецком и старомонгольском языках. 161 лист занят описанием путешествия из Пекина в Кяхту 6 июня — 3 сентября 1831 года. Этот текст был опубликован в 2005 году в одном издании с дневником пути в Пекин.
О. М. Ковалевский является автором первых учебных пособий по монгольскому языку и литературе, вышедших на русском языке. Они выполнены на высоком научном уровне для середины XIX века, это подкреплялось полиглотством автора — к началу изучения монгольского языка Ковалевский владел, кроме родного польского, ещё русским, латинским, древнегреческим, английским, французским, немецким, татарским, арабским, персидским языками. «Краткая грамматика монгольского книжного языка», опубликованная в 1835 году, была построена по принципу европейских грамматик, однако при этом приходилось решать сложные теоретические задачи в условиях отсутствия теоретической разработки отличий западных и восточных языков и неразвитости русской терминологии. Так, Ковалевский не имел понятия об экспликаторном — «динамическом» — и второстепенном, «музыкальном» ударении в монгольских языках, равным образом, монгольские имена предметные он определял понятием «первообразное существительное». Отсутствие в тогдашнем русском языкознании понятия «аффикс» (хорошо знакомого Ковалевскому после изучения татарского языка) заставляло его объяснять образование множественного числа существительных так:

Множественное число образуется посредством присовокупления букв или слога к именам единственного числа, или посредством перемены окончания оных.
Ковалевский широко использовал в «Грамматике» параллели между монгольским и турецким языками, но широко пользовался и примерами из французского — международного языка первой половины XIX века.
Основным трудом О. М. Ковалевского по буддизму является «Буддийская космология» (1837), сначала выходившая по частям в «Учёных записках Казанского университета». По сути, это был первый в Европе труд, посвящённый глубинному анализу мировоззренческой основы буддизма. Поставленные им вопросы быстрого распространения буддизма в странах Азии и попытки исследовать духовный мир кочевников делают этот труд актуальным для исследователей и в начале XXI века.
Попытки целостной оценки наследия О. Ковалевского — как в Польше, так и в России — были впервые предприняты в начале XX века. В 1902 году Ю. Талько-Грынцевич опубликовал в Иркутске очерк творчества Ковалевского, в котором главный акцент сделал на его трудах о Монголии, что стало общим местом в работах всех последующих исследователей. Тем не менее его памяти и наследию посвящены всего три монографических издания. Первое было опубликовано во Вроцлаве в 1948 году, написано известным польским алтаистом В. Котвичем (1872—1944) и особенно полно демонстрирует польский период в жизни Ковалевского, а также его антиковедческое наследие, которое до конца не оценено до сих пор. В 1983 году преподаватель Казанского университета Г. Ф. Шамов опубликовал небольшую книгу, посвящённую в основном казанскому периоду в жизни Ковалевского и его наследию как востоковеда. В 2001 году в Казани была проведена международная конференция «Наследие монголоведа О. М. Ковалевского и современность», по материалам которой в 2004 году была опубликована коллективная биография. Собственно биографический очерк в ней был написан польским монголоведом Ежи Тулисовым и Р. М. Валеевым. В 2008 году в Улан-Удэ был издан сборник писем и дневников О. М. Ковалевского времён поездки в Монголию и Китай, в предисловии его составителя О. Н. Полянской был дан обзор практически всех вышедших к тому времени публикаций о жизни и творчестве учёного. В сентябре 2018 года в Казани была проведена международная конференция «Первые Ковалевские чтения», на которой были представлены доклады ряда ведущих специалистов России и Монголии по современному состоянию исследований, продолжающих линию О. М. Ковалевского.

## Комментарии
1. ↑  Рукопись так и не была издана. В 1824 году Ковалевский взял её с собой в Казань, но, отправляясь в Китай, отдал на сохранение своему коллеге по ссылке Ф. Кулаковскому, который вскоре скончался, и рукопись была утеряна (Тулисов Е., Валеев Р. М. Основные этапы жизни О. М. Ковалевского: Вильнюс, Казань, Варшава // Монголовед О. М. Ковалевский: биография и наследие. — Казань, 2004. — С. 135).
2. ↑  Издание словаря грозило прерваться из-за большого казанского пожара 1842 года, когда сильно пострадал университет, в частности, была уничтожена типография со станками, комплектом восточных шрифтов и наполовину набранным первым томом словаря. Только быстрые действия попечителя М. Н. Мусина-Пушкина позволили всё восстановить и довести издание до конца (Кульганек И. В. Труды и учебные пособия О. М. Ковалевского по монгольской филологии // Монголовед О. М. Ковалевский: биография и наследие. — Казань, 2004. — С. 205).
3. ↑  В числе погибшего О. Н. Полянская называла: многотомную «Историю Востока», «Историю монгольской литературы» в трёх томах, «Разбор всех сочинений Иакинфа Бичурина», «Историю буддизма», «Путешествие в Монголию и Китай» в шести томах и т. д. (Эпистолярное и дневниковое наследие монголоведа О. М. Ковалевского / Подг. О. Н. Полянской. — Улан-Удэ, 2008. — С. 14—15.)
4. ↑  В «Энциклопедическом лексиконе» увидели свет две статьи — «Ганджур» и «Гелонг», подготовленные рукописи «Биографий далай-лам тибетских», «Цзонкава» и «Зая Пандит» погибли в 1864 году. Кроме того, в парижском Journal Asiatique были опубликованы: в 1839 году «Киданьская династия» и в 1846-м — «Политический переворот в Китае» (Эпистолярное и дневниковое наследие монголоведа О. М. Ковалевского / Подг. О. Н. Полянской. — Улан-Удэ, 2008. — С. 5, 15).